# Kronichthys
Kronichthys is een geslacht van straalvinnige vissen uit de familie van de harnasmeervallen (Loricariidae).

## Soorten
- Kronichthys heylandi (Boulenger, 1900)
- Kronichthys lacerta (Nichols, 1919)
- Kronichthys subteres Miranda Ribeiro, 1908